# Тейлър Кич
Тейлър Кич (на английски: Taylor Kitsch) е канадски актьор.
Роден е на 8 април 1981 година в Келоуна, провинция Британска Колумбия, в семейство на строител и държавна чиновничка, които се разделят малко след раждането му. През 2002 година заминава за Ню Йорк, а след това за Лос Анджелис, работейки като модел и нутриционист. Получава известност с една от главните роли в сериала „Светлините на стадиона“ (Friday Night Lights, 2006 – 2011), след което се снима с успех и в киното с участие във филми като „Джон Картър: Между два свята“ (John Carter, 2012), „Бойни кораби“ (Battleship, 2012), „Диваци“ (Savages, 2012), „Последният оцелял“ (Lone Survivor, 2013).

## Избрана филмография
- „Светлините на стадиона“ (Friday Night Lights, 2006 – 2011)
- „Х-Мен началото: Върколак“ (X-Men Origins: Wolverine, 2009)
- „Джон Картър: Между два свята“ (John Carter, 2012)
- „Бойни кораби“ (Battleship, 2012)
- „Диваци“ (Savages, 2012)
- „Последният оцелял“ (Lone Survivor, 2013)
- „Истински детектив“ (True Detective, 2014)
- „Болкоуспокояващо“ (Painkiller, 2023)